# Newsフェイス
『newsフェイス』（ニュースフェイス）は、KBS京都テレビで平日夕方に放送されていたローカルニュース番組。
本項目では、関連番組として日曜日夜に放送されていたニュース番組『sundayフェイス』（サンデーフェイス）についても記載する。

## 概要
KBSが平日17時台に5分以上のローカルニュースを編成するのは、2011年9月に終了した『京プラス』以来のことである。『京プラス』の終了後、KBS夕方のローカルニュースは19時台に編成された自社制作番組『やのぱんの生活情報部』の中で放送（同番組の放送がない金曜日には、17:55から『京都新聞ニュース』が編成）されていたが、番組の終了とともに再び17時台に新たなローカルニュースとして本番組がスタートした。
同日にはTOKYO MX制作の『5時に夢中!』のネットが開始されており、本番組は『5時に夢中』を17:43:30で飛び降りる形で放送されている。
2016年4月10日からは、新たに『sundayフェイス』（キャスター梶原誠 海平 澤武）も放送を開始した。放送時間は日曜22:00 - 22:15。月曜から金曜の内容から数点をピックアップして放送。
竹内弘一が、当番組の素材を『京bizS』や『京bizX』でそのまま使用することがよくある。
2017年4月から番組がリニューアルされた。オープニング曲は「Latinasia」エンディング曲は「On the River」と、どちらも尾辻優衣子の楽曲を使用。オープニングCGは京都市立芸術大学監修の映像。
2022年3月31日の放送をもって終了。2022年4月1日からは、後番組「きょうとDays」を平日17:35 - 18:00に開始。また、『sundayフェイス』も2022年3月27日をもって終了し、翌週4月3日からは『きょうとSunday』を開始した。

## 出演者
特記のない限り、担当期間中はKBS京都のアナウンサー。

### キャスター
newsフェイス
- 海平和 - 水曜日（2017年2月1日 - ）・金曜日（2016年4月1日 - ）・月曜日担当（2021年4月5日 - ）
- 梅山茜（オフィスキイワード所属のフリーアナウンサー、元・四国放送アナウンサー）- 火曜日（2021年4月6日 - ）・木曜日担当（2021年4月1日 - ）

sundayフェイス
- 澤武博之
- 梶原誠
- 海平和
- 宮本英樹（2021年5月23日）

ファイスUP 記者クラブからのコーナー（月曜）で記者の勝又昭、志村奈美、植木千晴、藤岡和志、中島胡桃

## 過去の出演者

### キャスター
| 期間      | 期間      | 月曜日   | 火曜日   | 水曜日   | 木曜日   | 金曜日   |
| --------- | --------- | -------- | -------- | -------- | -------- | -------- |
| 2013.4.1  | 2015.8.28 | 平野智美 | 平野智美 | 木村寿伸 | 木村寿伸 | 木村寿伸 |
| 2015.8.31 | 2016.3.25 | 遠藤奈美 | 梶原誠   | 木村寿伸 | 木村寿伸 | 木村寿伸 |
| 2016.3.28 | 2016.4.1  | 遠藤奈美 | 梶原誠   | 木村寿伸 | 木村寿伸 | 海平和   |
| 2016.4.4  | 2017.1.27 | 木村寿伸 | 木村寿伸 | 木村寿伸 | 木村寿伸 | 海平和   |
| 2017.1.30 | 2021.3.26 | 木村寿伸 | 木村寿伸 | 海平和   | 木村寿伸 | 海平和   |
| 2021.3.29 | 2021.4.2  | 木村寿伸 | 木村寿伸 | 海平和   | 梅山茜   | 海平和   |
| 2021.4.5  | 2022.3.31 | 海平和   | 梅山茜   | 海平和   | 梅山茜   | 海平和   |

### 中継リポーター
- 竹内弘一（2013年4月1日） - 桜中継…岡崎の桜回廊十石舟めぐり
- 海平和（2013年7月24日 - 26日 18:40 - 19:00） - 3夜連続生出演。鴨川納涼床「味がさね」、宇治川から鵜飼生中継、舞鶴赤れんがパーク 赤れんがビア・ホール「赤パ de ビアホ!」、（2015年1月23日 喜びの声を生中継 立命館宇治高校 選抜出場決まる～立命館宇治高校 硬式野球部練習場 監督とキャプテンにインタビュー）
- 梶原誠（2013年12月9日） - 国立競技場から「京都サンガJ1昇格ならず」を伝えた。
- 報道部記者 小川太郎、武居哲、薗田眞紀、中谷真也、勝又昭（五大力さん2008年優勝者）、西尾友宏、志村奈美、藤岡和志、植木千晴
- 川守田宏士（カメラマン）
- ほか、キャスターの平野と木村も担当。
- 遠藤奈美（newsフェイス2014　2014年12月29日）番組冒頭で餅づくりの様子、エンディング前に京都中央郵便局をリポート 簡易中継
- 海平、梶原、澤武、塩見　-2015年4月、アナによる生中継リポートを毎週水曜に開始　後に、竹内（2016年9月14日舞鶴から京都府議会議長になりきり出演）、平野（2016年11月23日初）も出演

「ふる里フェイス26」（木曜 金曜）リポーター 梶原（茶畑、南山城村の「むらキャバ」って？2015年3月27日）、澤武（2014/9/12舞鶴 かまぼこ手作り体験教室）、木村、森谷（笠置町 森谷威夫アナの自分探しの修行 笠置寺で一日修行 2016年1月8日、団子を並べてギネス記録樹立）、海平、遠藤、西尾（2018/12/13尼辛麺バトル）、小川（2014/9/5恵解山古墳）
- 報告 深田実希（2018年3月23日）

### キャスター代役について
| 「newsフェイス」代理キャスター一覧 | 「newsフェイス」代理キャスター一覧 |
| 休業者                             | 代役                               |
| ---------------------------------- | ---------------------------------- |
| 木村寿伸                           | 海平和                             |
| 海平和                             | 澤武博之                           |

## 放送時間
newsフェイス
- 月曜 - 金曜 17:45 - 18:00 （2013年4月1日 - 2022年3月27日）

※全国高等学校野球京都大会の中継予備日のため、2013年7月24日 - 26日 18:40 - 19:00、2014年7月23日 - 25日 18:30 - 18:55、2015年7月22日 - 24日 18:30 - 18:50に放送時間を変更したうえで番組を拡大して放送。2016年7月20日 - 21日は18:30 - 18:45、7月22日は18:30 - 18:55に変更
※2021年は阪神戦中継のため、放送時間変更あり
- 2016年2月11日、8月30日は「5時に夢中!in KBS京都SP」放送のため、18:00 - 18:15に放送。
- 2020年5月27日は京都アニメーション放火殺人事件関連のニュースのため、17:00 - 18:00に拡大した上で放送（「5時に夢中!」は臨時にネット返上）。

sundayフェイス
- 日曜 22:00 - 22:15（2016年4月10日 - 2022年3月27日）

## タイムテーブル
※2016年4月時点のもの。日によって変動する。
| 時刻    | 放送内容               | 備考                                                                                                   |
| ------- | ---------------------- | --- |
| 17:45   | オープニング           | オープニングCG。                                                                                       |
| 17:50頃 | 特集（フェイスUP）     | 水曜日は府内各所から生中継、金曜日はふる里フェイス26を放送。水曜日と金曜日以外はニュースの特集を放送。 |
| 17:57頃 | 天気予報               | |
| 17:59   | エンディング・番組終了 | 府内のお天気カメラをバックに終了。天気予報の画面のまま終了テロップが出る場合もある。                   |

## 備考
- 年末年始（2013年12月30日 - 2014年1月3日、2014年12月29日 - 2015年1月2日、2015年12月28日 -  2016年1月1日、2016年12月29日 -  2017年1月4日）は、番組休止に伴い、17:55-18:00に京都新聞ニュースと天気予報を放送。
- 以下は年末に放送された当番組の特別版。
  - newsフェイス京都2013（2013年12月30日 20:30 - 21:30）平野、木村、武居、中谷
  - newsフェイス2014（2014年12月29日 20:00 - 21:00）平野、木村、遠藤、武居、中谷、薗田、小川、勝又
  - newsフェイス2015（2015年12月28日 19:30 - 21:00）木村、遠藤（キャスター）、梶原（リポーター）、報道部記者
  - newsフェイス2016（2016年12月29日 20:00 - 21:00）木村、海平（キャスター）、澤武（消防団、錦市場をリポート）、報道部記者 武居、中谷、西尾、勝又
- 2015年4月、アナ（海平、梶原、澤武、塩見）による生中継リポートを毎週水曜に始める。
- 2016年から、本編を30秒延長し17:59:30まで放送（18:00開始、18:30開始の日も同様に14分30秒放送）
- 当番組で森谷威夫が全国高校野球京都大会準々決勝＜第4試合＞の実況を継続
- 放送日の17:43:45から15秒の当日の内容案内（18:30開始の日も同様、但し全国高校野球京都大会準々決勝放送日、年末年始「5時に夢中!」休止日はなし）